# رگ گراندی
رگ گراندی (انگلیسی: Reg Grundy; ۴ اوت ۱۹۲۳ – ۶ مهٔ ۲۰۱۶) تهیه‌کننده تلویزیونی اهل استرالیا بود.